# World Doubles Championships 1982
Il World Doubles Championships 1982 è stato un torneo di tennis femminile che si è giocato a Fort Worth negli USA dal 15 al 21 aprile su campi in sintetico indoor. È stata la 7ª edizione del torneo.

## Campionesse

### Doppio
Martina Navrátilová /  Pam Shriver ha battuto in finale  Kathy Jordan /  Anne Smith con il punteggio di 7–5, 6–3